# Vehículo Experimental de Seguridad
No confundir con Auto de seguridad.

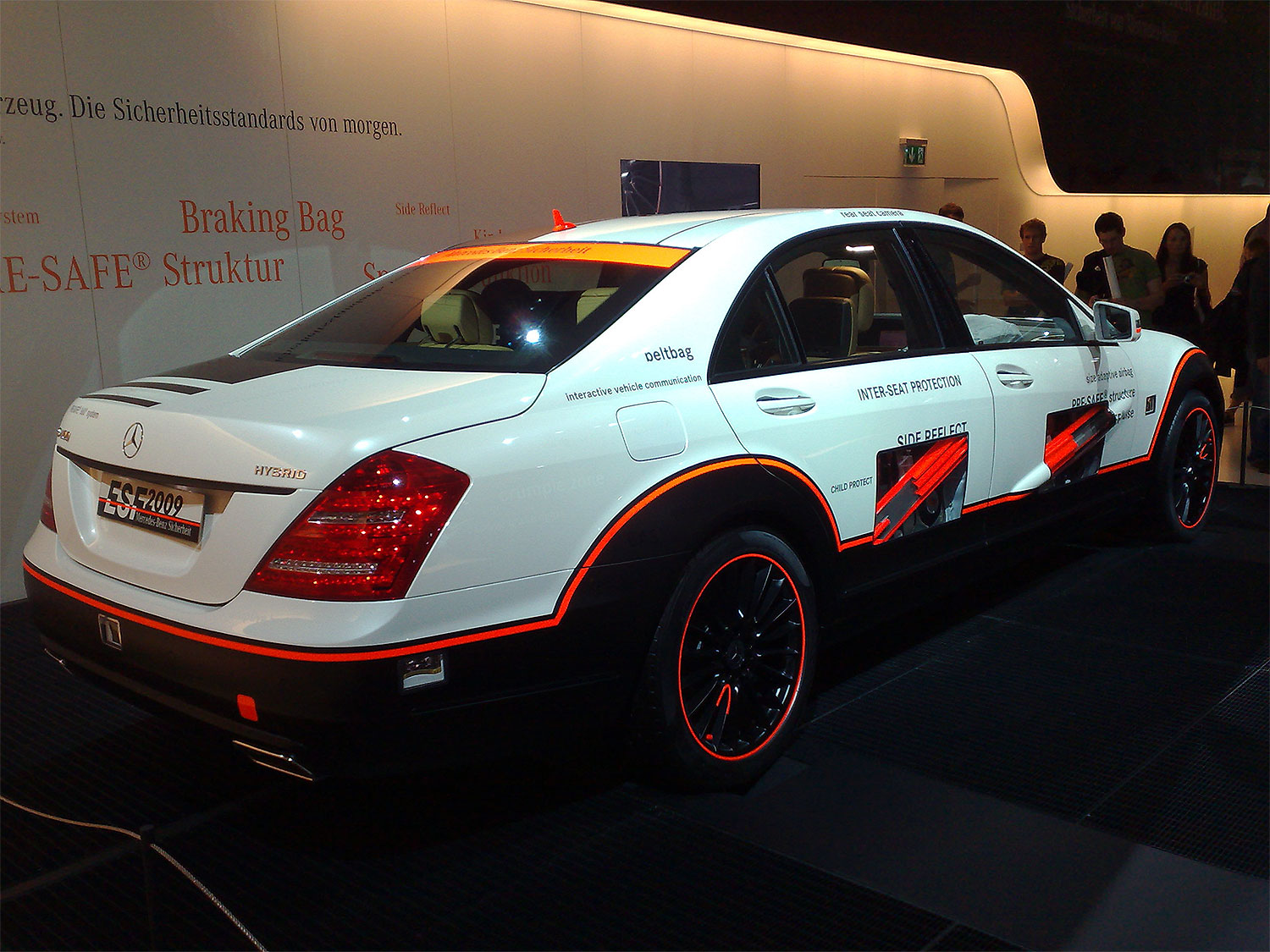
Mercedes-Benz S 400 Hybrid (V221) ESF

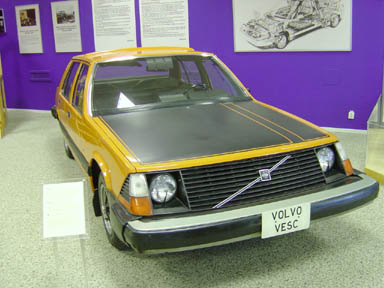
Volvo VESC (1972)

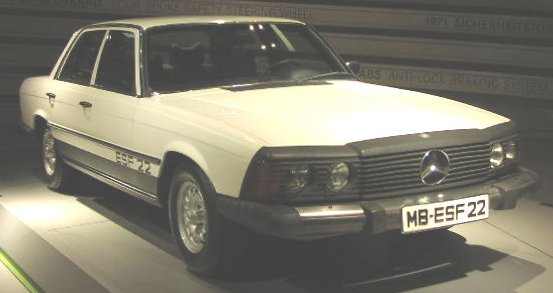
Mercedes-Benz ESF22 (1973)

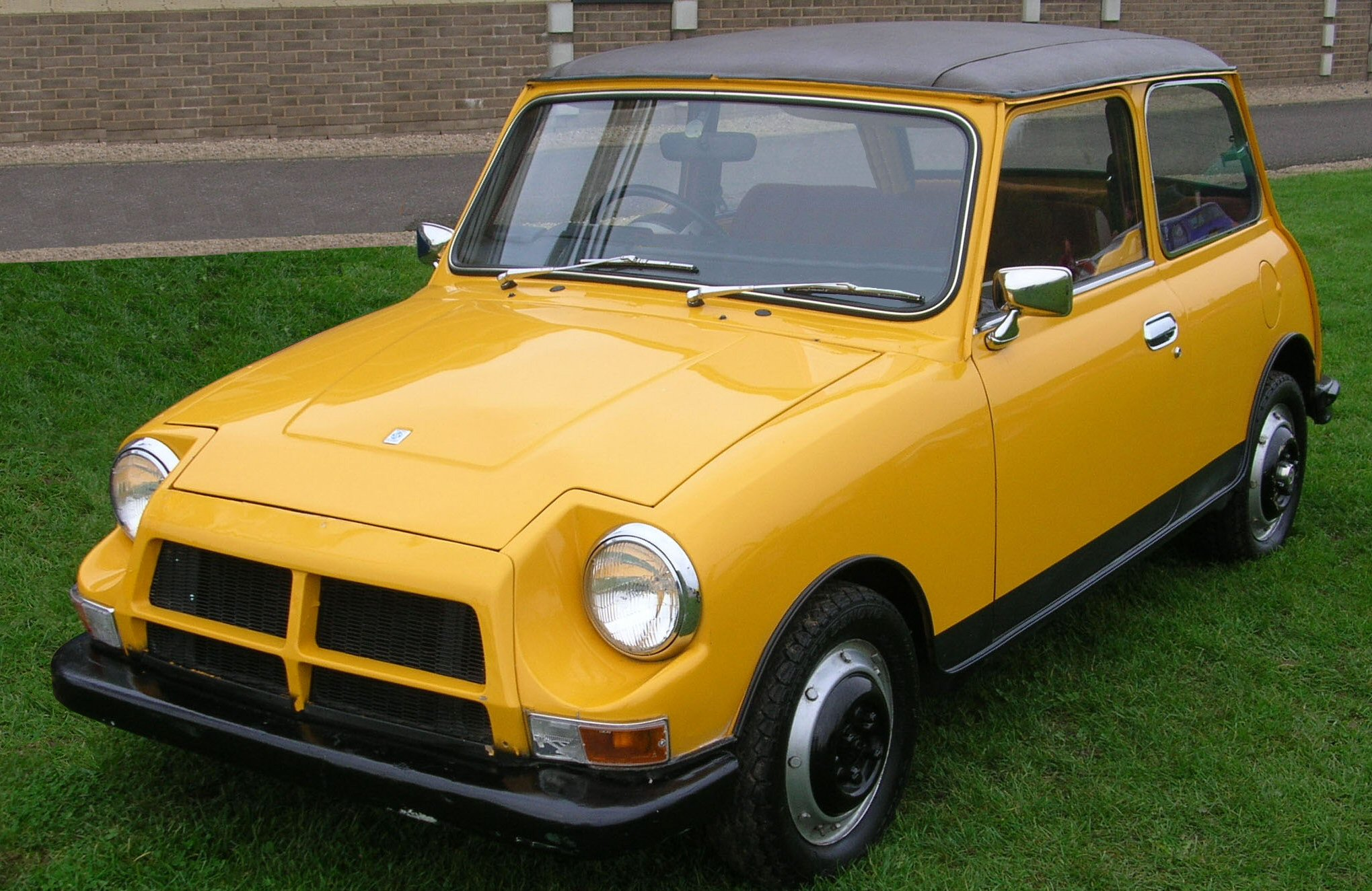
Mini SRV4 (1974)

ESV ("Experimental Safety Vehicle" o "Vehículo Experimental de Seguridad") es la designación que recibieron ciertos prototipos de automóvil (especialmente en los años 1970) construidos para probar conceptos de seguridad en el automóvil.
En 1970, el "United States Department of Transportation" (U.S. DOT) anunció su proyecto ESV, cuyo objetivo era obtener automóviles más seguros para el año 1980 .

## Algunos ESVs
- Automóvil Aurora, un esfuerzo de un solo hombre del año 1957 .
- BLMC Serie de vehículos SSV -Safety Systems Vehicle. 
  - SSV1 Basado en el MG B (1972).
  - SSV2 Basado en el Morris Marina (1974).
  - SSV3 Basado en el BMC modelo ADO 17.
  - SSV4 Basado en el Mini.
  - SSV5 Basado en el BMC modelo Austin/Morris 1300, y presentando una novedosa estructura para "capturar" a peatones atropellados.
- Chrysler RSV -Research Safety Vehicle- basado on the Chrysler/Talbot 150 .
- Datsun ESV (1973), basado en el Nissan Bluebird. .
- Fiat ESV 1500 libbre, 2000 libbre and 2500 libbre (libbre queriendo decir libra in italiano) (1971)Gallery.
- Mercedes-Benz ESV24 (1974) .
- Mercedes-Benz ESF (2009).[1]
- Nissan 216X (1971)
- Pininfarina PF Sigma (1963).
- Pininfarina Sigma (1969), dirigido a la Fórmula 1.
- Pininfarina Nido (2004).
- Renault BRV -Basic Research Vehicle- (1974).
- Renault Epure, basado en el Renault 5 (1979).
- Toyota ESV (1972-1973)
- Volvo VESC (1972).
- Volvo SCC (2001).
- Volkswagen ESVW1 (1972) .